# Contea di Tualatai
La contea di Tualatai, in inglese Tualatai county, è una delle quattordici suddivisioni amministrative di secondo livello, delle Samoa Americane. L'ente fa parte del Distretto occidentale, ha una superficie di 6,8 km² e 2.987 abitanti.

## Geografia fisica
Tualatai comprende una zona sud-occidentale dell'isola Tutuila tra la baia di Leone e la baia di Larsen.

### Baie e fiumi
Il distretto comprende le seguenti baie e fiumi: 
| Baie                                | Fiumi            |
| ----------------------------------- | ---------------- |
| - Baia di Larsen - Baia di Fagatele | - Faalogo Stream |

### Riserve naturali
- Fagatele Bay National Marine Sanctuary
- Le'ala Shoreline National Natural Landmark

### Contee confinanti
- Contea di Lealataua (Distretto occidentale) -  ovest
- Contea di Leasina (Distretto occidentale) -  nord
- Contea di Tualauta (Distretto occidentale) -  est

### Principali strade
- American Samoa Highway 001, principale collegamento stradale dell'isola Tutuila. Collega Leone a Faga'itua.

## Villaggi
la contea comprende 4 villaggi:
- Futiga
- Malaeloa/Ituau
- Taputimu
- Vailoatai